# Țvitova, Buceaci
Țvitova (în ucraineană Цвітова) este o comună în raionul Buceaci, regiunea Ternopil, Ucraina, formată numai din satul de reședință.

## Demografie
Componența lingvistică a comunei Țvitova
     Ucraineană (99,69%)
     Alte limbi (0,3%)
Conform recensământului din 2001, majoritatea populației comunei Țvitova era vorbitoare de ucraineană (99,69%), existând în minoritate și vorbitori de alte limbi.